# Paul Schubert (Pianist)
Paul Schubert (* 20. März 1884 in Grünhof (Lettland); † 1945 in der Nähe von Dresden) war ein lettischer Pianist, Komponist und Musikpädagoge.

## Leben und Werk
Paul Schubert war von 1905 bis 1911 Schüler von Anna Jessipowa am Konservatorium von St. Petersburg. An diesem Konservatorium war er im Anschluss an seine Studien als Klavierlehrer tätig. 1919 wechselte er in gleicher Stellung an das Konservatorium von Riga. Von 1926 bis 1934 wirkte er am Rigaer Konservatorium als Prorektor. 1927 wurde er dort zum Professor ernannt.
Paul Schubert trat auch  als Konzertbegleiter auf. Er wirkte von 1925 bis 1926 als Direktor der lettischen Nationaloper. Paul Schubert schrieb Klavier- und Violinstücke sowie Lieder.